# Kyree King
Kyree King (Ontario, 9 luglio 1994) è un velocista statunitense.

## Progressione

### 100 metri piani
| Stagione | Misura | Luogo        | Data      | Rank. Mond. |
| -------- | ------ | ------------ | --------- | ----------- |
| 2024     | 10"02  | Gainesville  | 13-4-2024 |             |
| 2023     | 10"15  | Eugene       | 6-7-2023  |             |
| 2022     | 9"96   | Eugene       | 24-4-2022 |             |
| 2021     | 9"97   | Miramar      | 10-4-2021 |             |
| 2020     | 10"04  | Montverde    | 10-8-2020 |             |
| 2019     | 10"17  | Montverde    | 8-6-2019  |             |
| 2018     | 10"28  | George Town  | 2-6-2018  |             |
| 2017     | 10"00  | Eugene       | 7-6-2017  |             |
| 2016     | 10"33  | Jacksonville | 27-5-2016 |             |
| 2015     | 10"23  | Redlands     | 15-5-2015 |             |
| 2014     | 10"38  | Walnut       | 18-4-2014 |             |
| 2013     | 10"79  | Los Angeles  | 1-6-2013  |             |
| 2012     | 10"53  | Walnut       | 19-5-2012 |             |

### 200 metri piani
| Stagione | Misura | Luogo        | Data      | Rank. Mond. |
| -------- | ------ | ------------ | --------- | ----------- |
| 2024     | 20"11  | Walnut       | 20-4-2024 |             |
| 2023     | 20"01  | Londra       | 23-7-2023 |             |
| 2022     | 20"00  | Freeport     | 21-8-2022 |             |
| 2021     | 20"15  | Memphis      | 15-8-2021 |             |
| 2020     | 20"54  | Montverde    | 10-8-2020 |             |
| 2019     | 20"49  | Des Moines   | 28-7-2019 |             |
| 2018     | 20"73  | George Town  | 2-6-2018  |             |
| 2017     | 20"27  | Eugene       | 7-6-2017  |             |
| 2016     | 20"63  | Jacksonville | 27-5-2016 |             |
| 2015     | 20"51  | Norwalk      | 6-6-2015  |             |
| 2014     | 20"93  | Chula Vista  | 14-6-2014 |             |
| 2013     | 21"57  | Walnut       | 13-4-2013 |             |
| 2012     | 21"14  | Walnut       | 19-5-2012 |             |

## Palmarès
| Anno | Manifestazione   | Sede      | Evento      | Risultato  | Prestazione | Note                          |
| ---- | ---------------- | --------- | ----------- | ---------- | ----------- | ----------------------------- |
| 2017 | Mondiali         | Londra    | 200 m piani | Semifinale | 20"59       |                               |
| 2022 | Campionati NACAC | Freeport  | 100 m piani | Argento    | 10"08       |                               |
| 2022 | Campionati NACAC | Freeport  | 200 m piani | Argento    | 20"00       | Miglior prestazione personale |
| 2022 | Campionati NACAC | Freeport  | 4x100 m     | Oro        | 38"28       |                               |
| 2024 | World Relays     | Nassau    | 4x100 m     | Oro        | 37"40       | [ 1 ]                         |
| 2024 | Giochi olimpici  | Parigi    | 4×100 m     | Finale     | dq          |                               |
| 2025 | World Relays     | Guangzhou | 4x100 m     | Argento    | 37"66       |                               |

## Campionati nazionali
2017
- 4º ai campionati statunitensi (Sacramento), 200 m piani - 20"40

2019
- 5º ai campionati statunitensi (Des Moines), 200 m piani - 20"49

2021
- 7º ai trials statunitensi (Eugene), 200 m piani - 20"30

2022
- 6º ai campionati statunitensi (Eugene), 100 m piani - 9"96
- 7º ai campionati statunitensi (Eugene), 200 m piani - 20"19

2023
- 7º ai campionati statunitensi (Eugene), 200 m piani - 21"89

 Bronzo

## Altre competizioni internazionali
2019
- Bronzo al The Match Europe v USA, ( Minsk), 200 m piani - 20"83

2022
- Argento al Golden Gala Pietro Mennea ( Roma), 100 m piani - 10"14

2023
- 4º al Doha Diamond League ( Doha), 200 m piani - 20"29
- 4º al London Anniversary Games ( Londra), 200 m piani - 20"01
- 5º al Prefontaine Classic (Finale) ( Eugene), 200 m piani - 20"16

2024
- Bronzo al Doha Diamond League ( Doha), 200 m piani - 20"21
- Bronzo al Prefontaine Classic ( Eugene), 200 m piani - 20"15
- Argento al Bauhaus-Galan ( Stoccolma), 100 m piani - 10"18

2025
- Bronzo al Bauhaus-Galan ( Stoccolma), 200 m piani - 20"49